# Deuxième accord de paix en Centrafrique
 (février 2019).
Si vous disposez d'ouvrages ou d'articles de référence ou si vous connaissez des sites web de qualité traitant du thème abordé ici, merci de compléter l'article en donnant les références utiles à sa vérifiabilité et en les liant à la section « Notes et références ».
Le deuxième accord de paix en Centrafrique dit accord de Birao est un accord de paix signé le 1er avril 2007 à Birao entre le gouvernement centrafricain de François Bozizé et un groupe rebelle centrafricain, l'UFDR, en vue de la cessation des hostilités et de l'intégration de ce dernier au sein de la gestion de l'État. Il s'agit du deuxième accord qui essaie de mettre un terme à la première guerre civile centrafricaine après l'accord de Syrte, rendu caduc par son rejet par deux des principaux chefs rebelles.

## Contexte
À la suite de la rébellion organisée par l'UFDR après le coup d'État du président Bozizé, de violents affrontements ont eu lieu et une médiation fut tentée par l'intermédiaire du Guide libyen Mouammar Kadhafi en vue de clore le conflit. Cette médiation aboutit à la signature d'un accord de paix en février 2007 entre le président Bozizé et Abdoulaye Miskine, un des chefs rebelles de l'UFDR.
Cependant, certains des principaux chefs rebelles tels que Michel Djotodia, alors président de l'UFDR et détenu dans une prison à Cotonou, refusèrent de signer cet accord. Quelques semaines plus tard, des négociations en vue de conclure un second accord commencèrent pour tenter d'apaiser les tensions.

## Négociations et signature
Les négociations pour la signature de cet accord furent marquées par l'intervention d'Omar Bongo, alors président de la république du Gabon, qui se plaça en autorité supérieure garante du respect dudit accord. 
Cet accord fut donc signé à Birao par Zacharia Damane au nom de l'UFDR et Raymond Ndougou, alors préfet de l'Ouham-Pendé, au nom du gouvernement. Toutefois, Zacharia Damane étant un ancien collaborateur politique du président déchu Ange-Félix Patassé il n'était pas très apprécié par Michel Djotodia. Dès lors, ce dernier et Akabar Sabon, son compagnon de cellule à Cotonou, ne se considèrent pas engagés par l'accord de paix et les hostilités se poursuivirent.